# Chemin de fer Suakin-Berber
Le chemin de fer Suakin-Berber est un projet militaire inachevé de la fin du XIXe siècle qui devait relier la mer Rouge au Soudan.
Sa construction commence en février 1885. Elle est destinée à assurer une liaison entre Berber, sur le Nil et Suakin sur le littoral de la mer Rouge pour le déploiement rapide de troupes et de matériel militaire lors de l'implication de la Grande-Bretagne dans la guerre des mahdistes.
En mai 1885, après à peine trois mois de travaux au cours desquels seuls 20 des 280 milles de voies prévus avaient été posés, pour un coût approchant le million de livres sterling, la Grande-Bretagne suspend la guerre contre le Mahdi, se retire du Soudan et met fin au projet.
Les difficultés croissantes et les coûts de construction du chemin de fer ont servi à fournir des munitions aux opposants de Gladstone au Parlement et, ce faisant, ont contribué à faire tomber sa seconde administration.

## Histoire
En 1883, la Grande-Bretagne s'implique dans les hostilités contre la révolte du Mahdi et envoie le général Gordon à Khartoum pour organiser l'évacuation du personnel militaire et civil et des familles. En mars 1884, Khartoum est assiégé et plusieurs milliers de civils piégés dans ses défenses. Le gouvernement britannique hésite pendant six mois avant d'ordonner au général Garnet Wolseley de mener une mission pour sauver Gordon et les habitants assiégés. Wolseley remonte le Nil depuis Le Caire au début de janvier 1885, mais il est trop tard pour sauver Gordon qui a été assassiné par les forces mahdistes le 26 janvier.
L'idée de construire un chemin de fer militaire pour fournir une voie d'approvisionnement à la force de Wolseley est promulguée en juin 1884 lorsque le gouvernement britannique envoie une compagnie de Royal Engineers à Suakin pour construire des jetées et préparer le port en tant que dépôt ferroviaire. Wolseley, cependant, s'oppose à l'idée, préférant utiliser le Nil pour le transport. Ce n'est donc qu'après l'échec de son expédition en janvier 1885 que le plan ferroviaire est ressuscité.
En février 1885, un contact est rapidement laissé aux entrepreneurs britanniques Lucas and Aird (en) pour construire la ligne de 400 km entre Suakin et Berber sur un terrain difficile et largement inexploré, afin que Berber puisse devenir une base d'opérations contre Khartoum. Le contrat exige que Lucas et Aird travaillent sous la direction du général Gerald Graham (en), commandant de la Suakin Field Force qui a été envoyée pour protéger le chemin de fer contre les attaques rebelles.
Les travaux de construction sont entravés par la main-d'œuvre de mauvaise qualité et par les matériaux (d'occasion) et le matériel roulant envoyés de Grande-Bretagne - une situation qui est aussi exacerbée par les attaques et les sabotages de l'ennemi.
En avril 1885, l'incident du Panjdeh au cours duquel les forces russes s'emparent du territoire afghan et menacent ainsi l'Inde, donne au gouvernement Gladstone une justification pour poursuivre sa politique anti-impérialiste en mettant fin à l'engagement britannique au Soudan. Le 20 avril, Hartington, secrétaire d'État à la guerre, annonce son intention de se retirer de la guerre du Soudan et, le 25 avril, Graham reçoit l'ordre d'arrêter la ligne au poste d'Otao, à environ 20 milles de Suakin et 200 milles de Berber, celle-ci étant atteinte le 30 avril.
L'annonce du retrait de Suakin et de l'abandon du chemin de fer crée un tollé au Parlement. En Égypte, la nouvelle sème la consternation. Le 17 mai, l'évacuation de la Force de campagne commence. Le général Graham quitte Suakin le même jour. Le 18 mai, Wolseley informe le gouvernement qu'il a arrêté les travaux sur le chemin de fer et le lendemain il part pour Le Caire. Le 29, l'état-major de Lucas and Aird s'embarque pour l'Angleterre. Pendant qu'ils sont en mer, le gouvernement Gladstone tombe.

### Conséquences
La voie ferrée abandonnée se désintègre sous les pluies de l'été de la mer Rouge. Ce qui n'a pas été endommagé par la pluie a été arraché par la population locale. Les conséquences financières de l'entreprise sont encore plus désastreuses : en chiffres ronds, les dépenses totales du chemin de fer, après tous les ajustements, s'élevaient à 865 000 £, soit environ 45 000 £ pour chaque mile de voie.
Sur les milliers de livres de matériel ferroviaire laissés à l'abandon, peu ont été réutilisés. L'Autorité ferroviaire égyptienne a été contrainte de racheter une grande partie du matériel roulant (à écartement standard). Cet achat a été expédié de Londres pour le chemin de fer du Soudan à Wadi Halfa.
Cinq des locomotives à écartement standard destinées au chemin de fer Suakin-Berber se sont retrouvées entre les mains du Royal Arsenal Railway à Woolwich avec un nombre indéterminé de wagons à bogies. Il est probable qu'une partie de la voie ferrée ait également été renvoyée au Royaume-Uni et posée près de Woolwich, où elle est restée en service pendant de nombreuses années.